# Wartość księgowa
Wartość księgowa (również wartość bilansowa, ang. book value) – wartość składnika majątku wyceniana w bilansie. Określa różnicę aktywów i zobowiązań.
Jednym z podstawowych wskaźników analizy fundamentalnej służących do oceny bieżącej wartości rynkowej przedsiębiorstwa jest C/WK, czyli cena akcji do wartości księgowej.